# Paloma Creek South (Teksas)
Paloma Creek South je naseljeno mjesto za statističke potrebe u američkoj saveznoj državi Teksas. Prema popisu stanovništva iz 2010. u njemu je živjelo 2.753 stanovnika.